# Laëtitia Pujol
Laëtitia Pujo (Parigi, 8 ottobre 1975) è un'ex ballerina francese, danseuse étoile del balletto dell'Opéra di Parigi dal 2002 al 2017.

## Biografia
Laëtitia Pujol ha iniziato a danzare all'età di otto anni e nel 1992 ha vinto il Prix de Lausanne. La vittoria del premio le è valsa una borsa di studio per la scuola di danza dell'Opéra di Parigi, dove si è perfezionata per un anno prima di entrare nel corps de ballet della compagnia nel 1993. Nel 1994 è stata promossa a coryphée e si è classificata seconda al Concorso internazionale di balletto di Varna. Successivamente è stata promossa a solista nel 1999, ballerina principale nel 2000 e danseuse étoile nel 2002 dopo aver danzato il ruolo di Kitri nel Don Chisciotte di Rudol'f Nureev in scena all'Opéra Bastille.
Nei quindici anni successivi ha danzato molte altre parti scritte da Nureev, tra cui Aurora ne La bella addormentata, Clara ne Lo schiaccianoci, Gamzatti ne La Bayadère, Clemence in Raymonda, Giulietta in Romeo e Giulietta e l'eponima protagonista di Cenerentola. Il suo repertorio con la compagnia annoverava molti dei maggiori ruoli femminili del panorama romantico, neo-classico e moderno, tra cui Smeraldi in Jewels e Polimnia nell'Apollon Musagete di George Balanchine, oltre che le eponime protagoniste della Paquita di Lacotte, Giselle di Patrice Bart e Sylvia di John Neumeier.
Ha dato il suo addio alle scene il 23 settembre 2017 e da allora si è dedicata all'insegnamento.